# Herdersplevier
De herdersplevier (Anarhynchus pecuarius) is een waadvogel uit de familie van plevieren (Charadriidae).

## Verspreiding en leefgebied
Deze soort komt voor in Afrika bezuiden de Sahara, Madagaskar en de Nijldelta.